# أكيتو أريما
أكيتو أريما (باليابانية: 有馬朗人) (و. 1930 – م) هو فيزيائي، وأستاذ جامعي من اليابان . ولد في أوساكا . تولى منصب عضو مجلس المستشارين .
وهو عضواً في الحزب الليبرالي الديمقراطي الياباني .وهو عضواً في الأكاديمية الأمريكية للفنون والعلوم .

## التعليم
تعلم في جامعة طوكيو

## مناصب وهيئات
أدار جامعة طوكيو.

## جوائز
حصل على جوائز منها:
- وسام الثقافة
- فارس قائد رتبة الإمبراطورية البريطانية